# 异吲哚
异吲哚（Isoindole）是一种苯并杂环化合物，是吲哚的位置异构体。其环结构存在于酞菁染料和一些生物碱中。

## 互变异构

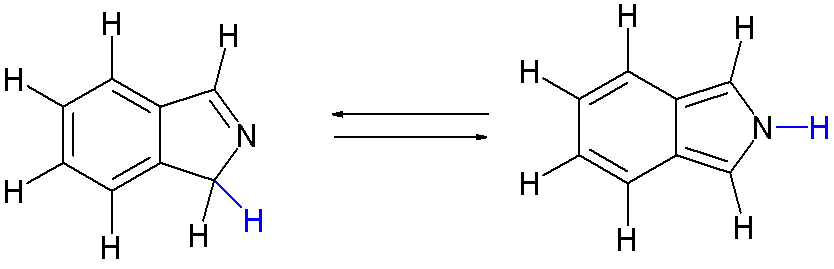
2H-异构体（右）是优势异构体较 1H-异构体（左）

异吲哚存在互变异构，在溶液中，2H-异构体占优势。平衡趋向2-H异构体的程度取决于溶剂种类和分子的取代基。